# Ryan Bertrand
Ryan Dominic Bertrand (Southwark, 5 augustus 1989) is een Engels voetballer die als linksback speelt. Hij tekende in juli 2021 een contract bij Leicester City, dat hem transfervrij overnam van Southampton. Bertrand debuteerde in 2012 in het Engels voetbalelftal.

## Clubcarrière
Bertrand speelde in de jeugd voor Gillingham en kwam in 2005 in de jeugdopleiding van Chelsea. Hij werd eerst verhuurd aan AFC Bournemouth (twee periodes 2006/07), Oldham Athletic (2007/08), Norwich City (2008/09), Reading FC (2009/10) en Nottingham Forest (2010/11) voor hij bij het eerste elftal van Chelsea kwam. Op 20 april 2011 debuteerde hij in de Premier League als invaller voor Ashley Cole. Bertrand dwong geen vaste plaats af bij Chelsea en werd in 2014 opnieuw verhuurd: eerst aan Aston Villa en in juli aan Southampton.
Bertrand tekende in februari 2015 een contract voor vierenhalf jaar bij Southampton, dat hem na een halfjaar huren definitief overnam van Chelsea. In zijn eerste twee seizoenen bij Southampton speelde hij 66 competitieduels, allemaal in het basiselftal. Eenmaal werd hij voor het einde van de wedstrijd gewisseld. Bertrand werd in het seizoen 2014/15 met zijn ploeggenoten zevende, een nieuw record voor Southampton in de Premier League. Ook betekende het voor het eerst in twaalf jaar plaatsing voor Europees voetbal. Gedurende het seizoen 2015/16 behaalde hij met Southampton de zesde plaats in de Premier League, opnieuw een verbetering van het clubrecord. Bertrand verlengde in juli 2016 zijn contract tot medio 2021. Hij diende dit contract uit en vertrok daarna transfervrij naar Leicester City FC, waar hij tot 2023 tekende.

## Spelersstatistieken

### Overzicht als clubspeler
| Seizoen         | Club                | Land              | Competitie      | Wedstr. | Doelp. |
| --------------- | ------------------- | ----------------- | --------------- | ------- | ------ |
| 2006/07         | Chelsea             | Vlag van Engeland | Premier League  | 0       | 0      |
| 2006/07         | → AFC Bournemouth   | Vlag van Engeland | League One      | 5       | 0      |
| 2007/08         | → Oldham Athletic   | Vlag van Engeland | League One      | 21      | 0      |
| 2008/09         | → Norwich City      | Vlag van Engeland | Championship    | 40      | 0      |
| 2009/10         | → Reading           | Vlag van Engeland | Championship    | 44      | 0      |
| 2010/11         | → Nottingham Forest | Vlag van Engeland | Championship    | 19      | 0      |
| 2011/12         | Chelsea             | Vlag van Engeland | Premier League  | 7       | 0      |
| 2012/13         | Chelsea             | Vlag van Engeland | Premier League  | 19      | 0      |
| 2013/14         | Chelsea             | Vlag van Engeland | Premier League  | 1       | 0      |
| 2013/14         | → Aston Villa       | Vlag van Engeland | Premier League  | 16      | 0      |
| 2014/15         | → Southampton       | Vlag van Engeland | Premier League  | 34      | 2      |
| 2015/16         | Southampton         | Vlag van Engeland | Premier League  | 32      | 1      |
| 2016/17         | Southampton         | Vlag van Engeland | Premier League  | 28      | 2      |
| 2017/18         | Southampton         | Vlag van Engeland | Premier League  | 4       | 0      |
| Carrière totaal | Carrière totaal     | Carrière totaal   | Carrière totaal | 270     | 5      |

Bijgewerkt tot en met het seizoen 2015/16.

## Interlandcarrière

### Olympische Spelen
Bertrand nam met het Brits olympisch voetbalelftal onder leiding van bondscoach Stuart Pearce deel aan de Olympische Spelen van 2012 in Londen. In het mannentoernooi speelde hij mee in twee van de drie groepsduels; in de kwartfinale speelde Bertrand mee in de op 4 augustus verloren wedstrijd tegen Zuid-Korea (1–1, 4–5 na strafschoppen).

### Engeland
Bertrand maakte zijn debuut in het Engels voetbalelftal op 15 augustus 2012 in een vriendschappelijke interland tegen Italië (1–1). Een kwartier voor tijd verving hij Leighton Baines. Op 16 mei 2016 werd Bertrand opgenomen in de selectie van Engeland voor het Europees kampioenschap voetbal 2016. Engeland werd in de achtste finale uitgeschakeld door IJsland (1–2) na doelpunten van Ragnar Sigurðsson en Kolbeinn Sigþórsson.

### Overzicht als interlandspeler
| Interlands van Ryan Bertrand voor Engeland | Interlands van Ryan Bertrand voor Engeland | Interlands van Ryan Bertrand voor Engeland | Interlands van Ryan Bertrand voor Engeland | Interlands van Ryan Bertrand voor Engeland | Interlands van Ryan Bertrand voor Engeland | Interlands van Ryan Bertrand voor Engeland |
| №                                          | Datum                                      | Wedstrijd                                  | Uitslag                                    | Soort wedstrijd                            | Doelpunten                                 |                                            |
| Als speler bij Chelsea FC                  | Als speler bij Chelsea FC                  | Als speler bij Chelsea FC                  | Als speler bij Chelsea FC                  | Als speler bij Chelsea FC                  | Als speler bij Chelsea FC                  |                                            |
| ------------------------------------------ | ------------------------------------------ | ------------------------------------------ | ------------------------------------------ | ------------------------------------------ | ------------------------------------------ | ------------------------------------------ |
| 1.                                         | 15 augustus 2012                           | Engeland – Italië                          | 2 – 1                                      | Vriendschappelijk                          |                                            |                                            |
| 2.                                         | 11 september 2012                          | Engeland – Oekraïne                        | 1 – 1                                      | Kwalificatie WK 2014                       |                                            |                                            |
| Als speler bij Southampton FC              |                                            |                                            |                                            |                                            |                                            |                                            |
| 3.                                         | 31 maart 2015                              | Italië – Engeland                          | 1 – 1                                      | Vriendschappelijk                          |                                            |                                            |
| 4.                                         | 7 juni 2015                                | Ierland – Engeland                         | 0 – 0                                      | Vriendschappelijk                          |                                            |                                            |
| 5.                                         | 9 oktober 2015                             | Engeland – Estland                         | 2 – 0                                      | Kwalificatie EK 2016                       |                                            |                                            |
| 6.                                         | 13 november 2015                           | Spanje – Engeland                          | 2 – 0                                      | Vriendschappelijk                          |                                            |                                            |
| 7.                                         | 17 november 2015                           | Engeland – Frankrijk                       | 2 – 0                                      | Vriendschappelijk                          |                                            |                                            |
| 8.                                         | 27 mei 2016                                | Engeland – Australië                       | 2 – 1                                      | Vriendschappelijk                          |                                            |                                            |
| 9.                                         | 20 juni 2016                               | Slowakije – Engeland                       | 0 – 0                                      | EK 2016                                    |                                            |                                            |

## Erelijst
| UEFA Champions League | 1x | 2011/12 |
| UEFA Europa League    | 1x | 2012/13 |
| FA Cup                | 1x | 2011/12 |